# Período legislativo de 1974 a 1978 de Costa Rica
| 27 PLN 16 PUN 6 PNI 3 PRD | 2 PASO 1 PRN 1 PD 1 PUAC |

PLN
PUN
PNI
PRD
PASO
PRN
PD
PUAC

El Período Legislativo de 1974 a 1978 fue el cuatrienio de duración de la Asamblea Legislativa de Costa Rica. Comprendió del 1 de mayo de 1974 al 30 de abril de 1978. El Partido Liberación Nacional mantiene el poder por dos ocasiones concecutivas por primera vez en la historia tras el triunfo de su candidato Daniel Oduber Quirós quien había sido diputado y presidente del Congreso en el período anterior, y preserva la mayoría parlamentaria. La oposición fue muy divida generando una de las Asambleas Legislativas más diversas en la historia, algo bastante inusual en este período histórico (si bien se haría regla a partir del 2002). Hubo un total de 8 partidos representados: Liberación Nacional, Unificación Nacional, Nacional Independiente, Renovación Democrática, Acción Socialista, Republicano Calderonista, Demócrata y Unión Agrícola Cartaginés.
Durante este período se reforma la Constitución dándole rango de Poder del Estado independiente al Tribunal Supremo de Elecciones, al mismo nivel que los poderes Ejecutivo, Legislativo y Judicial.

## Leyes aprobadas
Entre otras; Ley del Consumidor, Ley de Desarrollo Social y Asignaciones Familiares, Ley de Incentivos Turísticos, se crean el Sistema Nacional de Radio y Televisión, el Instituto Tecnológico de Costa Rica, la Universidad Estatal a Distancia, la Comisión Nacional de Préstamos para la Educación (CONAPE), el Registro Nacional, el Centro de Investigación y Perfeccionamiento para el Profesorado de Educación Técnica, el Museo Histórico Cultural Juan Santamaría y el Museo de Arte Costarricense. Se reforma la Constitución eliminando la prohibición de inscribir partidos comunistas.

## Fracciones
| Partido político | Partido político               | Diputados | Diputados |
| ---------------- | ------------------------------ | --------- | --- |
|                  | Partido Liberación Nacional    |           | 1. Alfonso Carro Zúñiga 2. José Manuel Salazar Navarrete 3. Elías Soley Soler 4. Carlos Luis Fernández Fallas 5. Stanley Antonio Muñoz Sánchez 6. Rolando Araya Monge 7. Adelina Zonta Sánchez 8. Mario Charpantier Gamboa 9. Arnoldo Campos Brizuela 10. Juana Rosa Venegas Salazar 11. Guillermo Sandoval Aguilar 12. Arturo Hidalgo Rojas 13. Roberto Losilla Gamboa 14. Carlos Manuel Álvarez Murillo 15. Rafael Ángel Rojas Jiménez 16. José Miguel Corrales Bolaños 17. Álvaro Fuentes Ramos 18. María Luisa Portuguez Calderón 19. Manuel Antonio González Flores 20. Edwin León Villalobos 21. Enrique Montiel Gutiérrez 22. Guillermo Vargas Sanabria 23. José Angulo Rojas 24. Carlos Luis Rodríguez Hernández 25. Carlos Manuel Vicente Castro 26. Fernando Cuadra Martínez 27. Domingo Argüello Noguera 28. Dion Daniel Jackson Freeman |
|                  | Partido Unificación Nacional   |           | 1. Sigurd Koberg Van Patten 2. Guillermo Villalobos Arce 3. Rafael Ángel Calderón Fournier 4. Fernando Altmann Ortiz 5. Antonio Francisco Cañas Iraeta 6. Luis Alberto Salas Corrales 7. Álvaro Suárez Bolaños 8. Deseado Barboza Ruiz 9. Julio Molina Siverio 10. Abdenago Delgado Carvajal 11. Jorge Luis Arce Sáenz 12. Rolando Rodríguez Varela 13. Florentino Viales Marín 14. Emiliano Odio Madrigal 15. Santiago Herrera Granados 16. Guillermo Hernández Cordero |
|                  | Partido Nacional Independiente |           | 1. Tirza Bustamante Guerrero 2. Rodolfo Emilio Piza Escalante 3. Juan de Dios Fernández Rothe 4. Álvaro Torres Vincenzi 5. Luis Ángel Cárdenas Orias 6. Álvaro José Chen Lao |
|                  | Partido Renovación Democrática |           | 1. Miguel Ángel Quesada Niño 2. Juan José Echeverría Brealey 3. Juan Elías Lara Herrera |
|                  | Partido Acción Socialista      |           | 1. Eduardo Mora Valverde 2. Arnoldo Ferreto Segura |
|                  | Partido Republicano            |           | 1. Orlando Sotela Montagné |

## Presidente
| Presidente del Congreso | Presidente del Congreso | Legislatura         | Partido político |
| ----------------------- | ----------------------- | ------------------- | ---------------- |
|                         | Elías Soley Soler       | 1977-1978           | PLN              |
|                         | Alfonso Carro Zúñiga    | 1974-1975-1976-1977 | PLN              |